# Leo Losert
Pour les articles homonymes, voir Losert.
Leo Losert est un rameur autrichien né le 31 octobre 1902 à Ried im Innkreis et mort le 22 octobre 1982.

## Biographie
En 1928 à Amsterdam, il est médaillé de bronze olympique en deux de couple avec Viktor Flessl. 

## Palmarès
- Jeux olympiques d'été de 1928 à Amsterdam
  -  Médaille de bronze en huit